# Phyllachora fici-fulvae
Phyllachora fici-fulvae är en svampart som beskrevs av Koord. 1907. Phyllachora fici-fulvae ingår i släktet Phyllachora och familjen Phyllachoraceae.   Inga underarter finns listade i Catalogue of Life.